# Битка код Балата
Битка код Балата позната и под називима Битка на Крвавом Пољу, Битка код Сармаде или Битка на Агер Сангуинису одиграла се 28. јуна 1119. године између крсташке војске кнежевине Антиохије предвођене Руђером од Салерна и војске Алепа предвођене Ил Газијем. Битка је део Крсташких ратова и завршена је потпуним поразом крсташа.

## Увод
Руђер од Салерна је још од малих ногу био Танкредов вазал. Прочуо се доста по витешкој вештини и код хришћана и код муслимана. Велика победа у бици код Сармина (14. септембар 1115. година) донела му је углед какав није имао ниједан од крсташких вођа и једино ће касније Ричард Лавље Срце моћи да му се приближи. Био је жељан освајања што ће му на крају донети и пропаст.

## Припрема за битку
Руђеров првенствени интерес био је Алепо са којим се његова кнежевина граничила. Док је Алепом владао евнух Лала мировао је, међутим када је овај убијен, Руђер од Салерна се одлучио на освајање Алепа. Ово је свакако био смели потез јер је Алепо био један од најутврђенијих градова у Светој Земљи. Правилно осећајући опасност, емир од Мардина Ил Гази и атабег из Дамаска Тугигин су се веома лако сложили и своје армије покренули ка Алепу. Ускоро су им се придружили и Тухан Арслан, емир од Битлиса (Велика Јерменија), емир од Шазара и многобројна арапска племена из околине Антиохије. Руђер је у помоћ позвао јерусалимског краља Балдуина II Јерусалимског и Понса од Триполија. Обојица су се одазвала и кренула ка Антиохији. Тада је дошла до изражаја врела Руђерова крв.

## Битка
Немајући стрпљења да чека савезнике, Руђер је са својом малобројном војском кренуо да тражи Турке. Заправо, он је хтео да спречи састајање Ил Газијеве и Тигигинове војске. На пола пута између Антиохије и Алепа, код места Балат сусреле су се војске Руђера од Салерна и Ил Газија. Руђер је сместио своју војску у узан гркљан између две планине, како наводи Кемал ад Дин. Ту се утврдио у намери да сачека остале крсташке вође.
Његови вазали из региона Антиохије тражили су од њега да изведе војску и потражи Турке плашећи се да им Турци не опљачкају земљу. Ил Гази је нагло ударио 28. јуна (по неким изворима са војском од 40.000 људи) на Руђерову војску од тек 700 витезова и 3000 пешака (углавном лошег квалитета јер су регрутовани међу домаћим живљем). Ил Гази је претходно затворио све пролазе где су крсташи могли побећи тако да је за кратко време целокупна хришћанска армија исечена. У бици је погинуо и сам Руђер од Салерна.